# Belleisle-Klasse
Die zwei Schiffe der Belleisle-Klasse wurden ursprünglich von der Türkei in England in Auftrag gegeben und 1878 von der Royal Navy übernommen, da die britische Regierung befürchtete, 1878 in den Russisch-Türkischen-Krieg (1877–1878) hereingezogen zu werden. Um die eigene Marine zu stärken, wurden vier in England im Bau befindliche Schiffe, nämlich die für die türkische Marine gebauten HMS Belleisle, HMS Orion und HMS Superb und die für Brasilien gebaute HMS Neptune angekauft. Erstere hätten schon wegen der notwendigen Beachtung der Neutralitätsregeln nicht ausgeliefert werden dürfen.
Entworfen wurden die Schiffe von dem türkischen Marinearchitekten Ahmed Pasha als kleine Panzer-Ramm-Schiffe mit begrenzter Reichweite, die im Mittelmeer ausreichend war. Nach dem Erwerb durch die Briten wurden sie so weit wie möglich auf britische Standards umgebaut. Wegen des geringen Tiefgangs waren sie aber von gewissem Nutzen zur Küstenverteidigung als Linienschiffe 2. Klasse.